# Rezerwat przyrody Bielawy
Rezerwat przyrody Bielawy – leśny rezerwat przyrody położony w gminie Czerniejewo, powiecie gnieźnieńskim (województwo wielkopolskie).

## Charakterystyka
Powierzchnia: 20,01 ha. Powierzchnia otuliny: 19,44 ha.
Został utworzony w 1954 roku dla ochrony lasu liściastego z dębem (Quercus sp.), jesionem (Fraxinus excelsior), grabem (Carpinus betulus), wiązem (Ulmus sp.) i modrzewiem polskim (Larix polonica).

## Przyroda
Rezerwat stanowi najobfitsze w Polsce pod względem liczby zasiedlonych drzew stanowisko suchogłówki korowej. Jednocześnie jest to jedyne stanowisko, gdzie znaleziono owocniki o nietypowej morfologii (z pozostałości zeszłorocznych główek wyrastało od jednego do trzech trzonów zakończonych nowymi główkami).  Na leżącej kłodzie dębu stwierdzono występowanie około stu owocników, a kilkaset dalszych rosło w towarzystwie kisielnicy trzoneczkowej i galaretnicy mięsistej. Liczne egzemplarze występowały też na martwych lub zamierających drzewach: trzech klonach, dwudziestu grabach i dziewięciu dębach (na dębach osobniki nietypowe).

## Podstawa prawna
- Zarządzenie Ministra Leśnictwa z dnia 5 listopada 1954 r. w sprawie uznania za rezerwat przyrody (M.P. z 1954 r. nr 114, poz. 1639)
- Obwieszczenie Woj. Wielkopolskiego z dnia 4 października 2001 r. w sprawie ogłoszenia wykazu rezerwatów przyrody utworzonych do dnia 31 grudnia 1998 r. (Dz. Urz. Woj. Wielkopolskiego Nr 123 poz. 2401)
- Zarządzenie Nr 14/11 Regionalnego Dyrektora Ochrony Środowiska w Poznaniu z dnia 12 kwietnia 2011 r. w sprawie rezerwatu przyrody „Bielawy”; zmienione przez: Zarządzenie Nr 12/12 Regionalnego Dyrektora Ochrony Środowiska w Poznaniu z dnia 29 sierpnia 2012 r. zmieniające zarządzenie w sprawie rezerwatu przyrody „Bielawy”

## Galeria

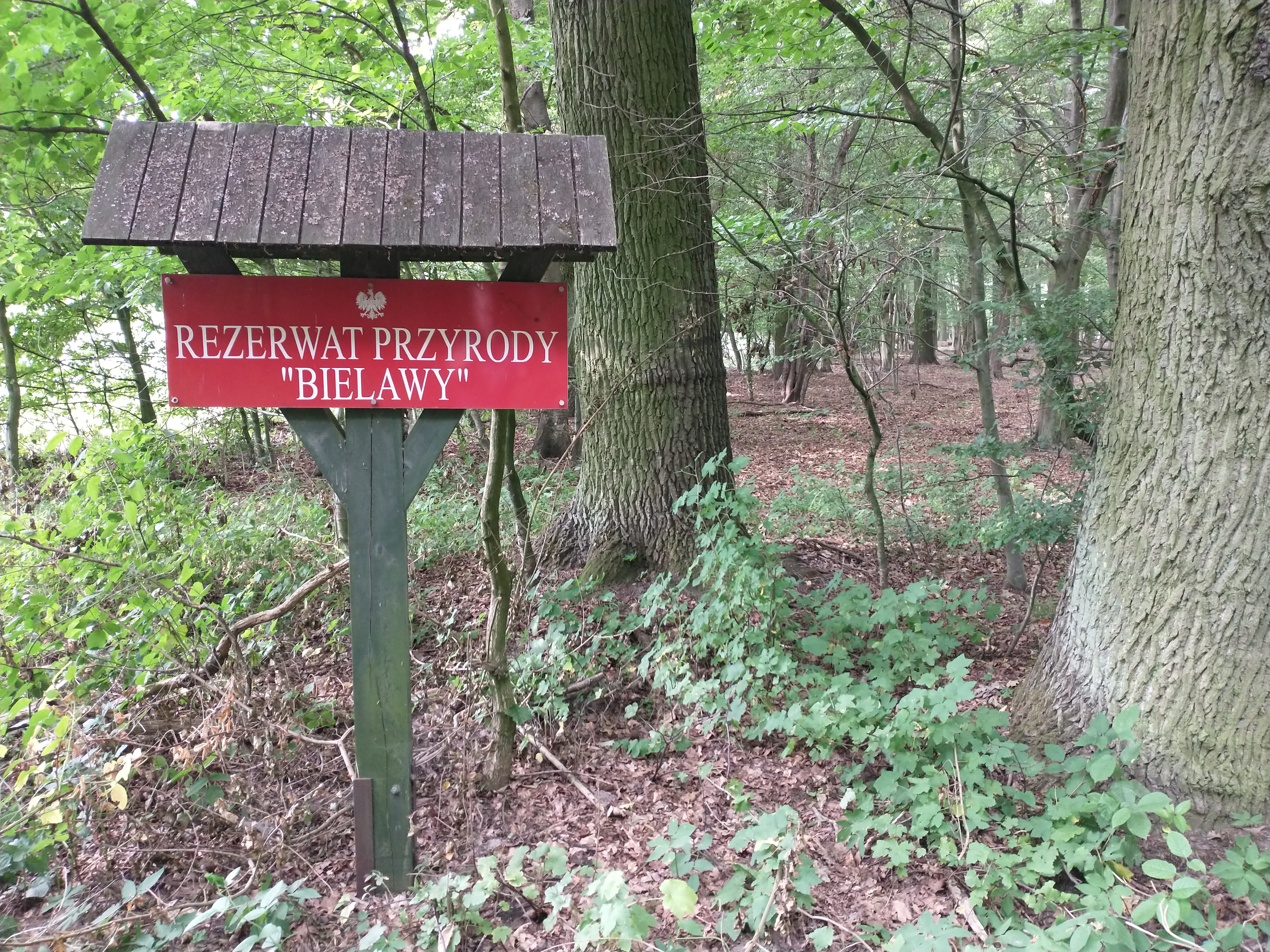
Granica rezerwatu
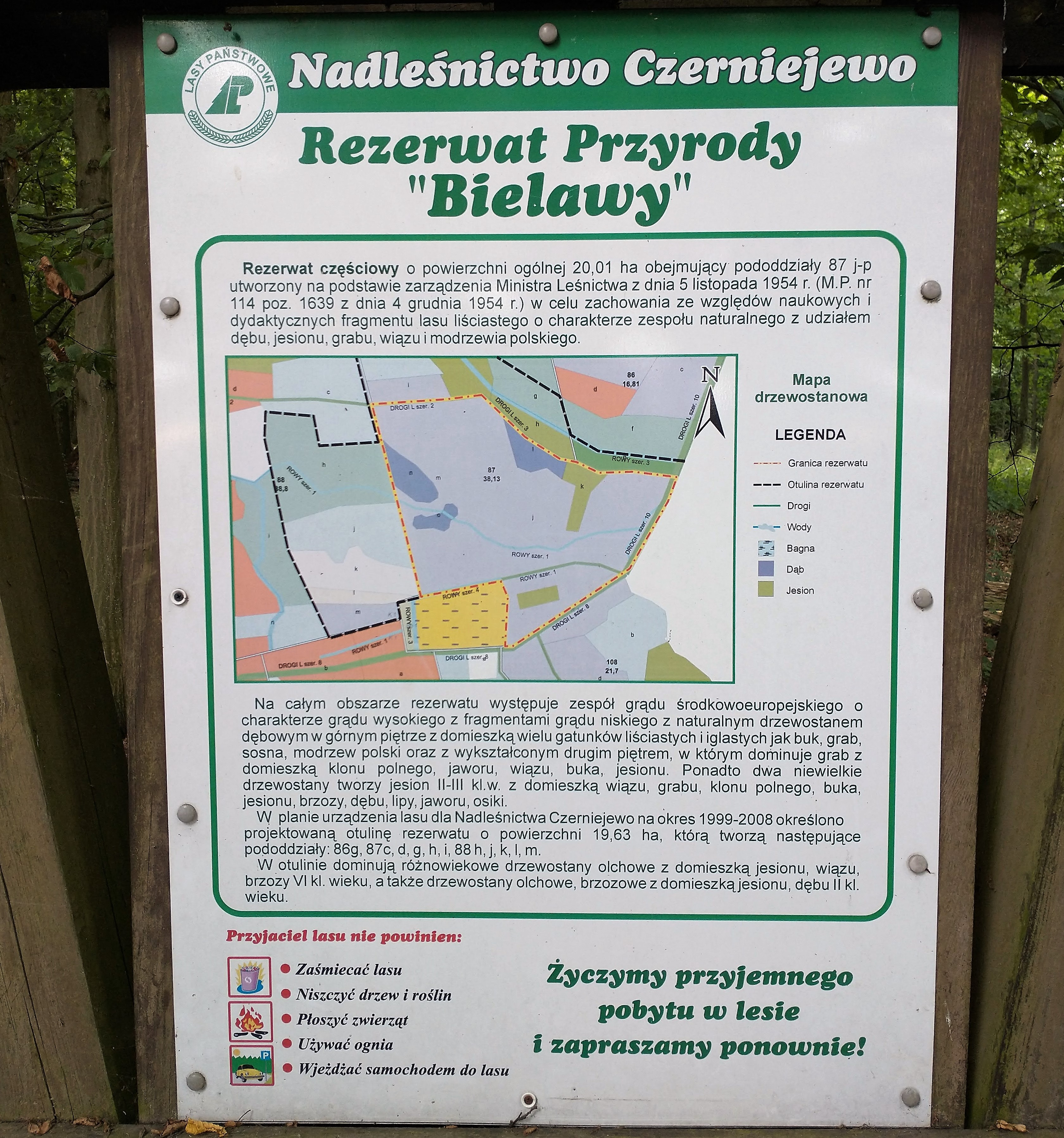
Tablica informacyjna
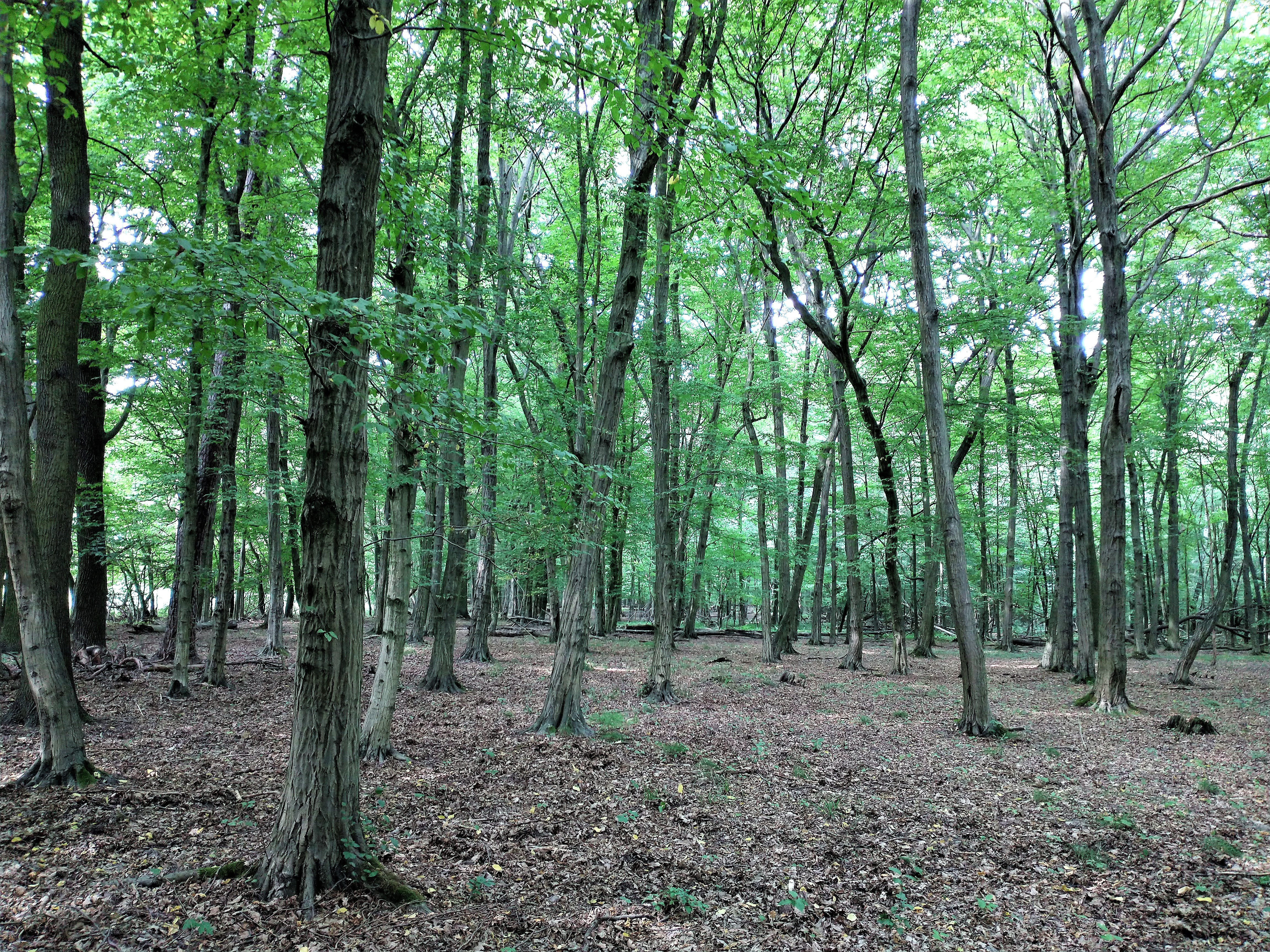
Fragment wnętrza rezerwatu